# Liste der denkmalgeschützten Objekte in Irdning-Donnersbachtal
Die Liste der denkmalgeschützten Objekte in Irdning-Donnersbachtal enthält die 21 denkmalgeschützten, unbeweglichen Objekte der Gemeinde Irdning-Donnersbachtal im steirischen Bezirk Liezen.

## Denkmäler
| Foto |                 | Denkmal | Standort                                                       | Beschreibung | Metadaten |
| ---- | --------------- | --- | -------------------------------------------------------------- | --- | --- |
| ja   | Datei hochladen | Wohnhaus HERIS-ID: 82076 Objekt-ID: 95881                                                                         | Altirdning Altirdningerstraße 41 Standort KG: Altirdning       | | BDA-Hist.: Q38177565 Status: § 2a Stand der BDA-Liste: 2025-06-30 Name: Wohnhaus GstNr.: .23 Altirdninger Straße 41                                                                                              |
| ja   | Datei hochladen | Ehem. Schmiede HERIS-ID: 82079 Objekt-ID: 95884                                                                   | neben Altirdning Altirdningerstraße 41 Standort KG: Altirdning | | BDA-Hist.: Q38177575 Status: § 2a Stand der BDA-Liste: 2025-06-30 Name: Ehem. Schmiede GstNr.: .19 Ehemalige Schmiede, Altirdning                                                                                |
| ja   | Datei hochladen | Schloss Gumpenstein HERIS-ID: 82073 Objekt-ID: 95878                                                              | Altirdning Gumpenstein 11 Standort KG: Altirdning              | | BDA-Hist.: Q38177556 Status: § 2a Stand der BDA-Liste: 2025-06-30 Name: Schloss Gumpenstein GstNr.: 600/1, 603/1, 603/2, 671 Schloss Gumpenstein, Irdning                                                        |
| ja   | Datei hochladen | Schloss Donnersbach mit Pfarrkirche HERIS-ID: 102476 Objekt-ID: 118885seit 2017                                   | Donnersbach 1a Standort KG: Donnersbach                        | Schloss Donnersbach und Pfarrkirche Donnersbach Anmerkung: Die Kirche war bis 2016 nach § 2a unter der ID 56552 ohne den Schlossteil geschützt.                                                               | BDA-Hist.: Q37790610 Status: Bescheid Stand der BDA-Liste: 2025-06-30 Name: Schloss Donnersbach mit Pfarrkirche GstNr.: .1/1, .1/3 Castle and parish church Donnersbach                                          |
| ja   | Datei hochladen | Figurenbildstock hl. Johannes Nepomuk HERIS-ID: 81768 Objekt-ID: 95556                                            | nahe Donnersbach 21 Standort KG: Donnersbach                   | | BDA-Hist.: Q38176617 Status: § 2a Stand der BDA-Liste: 2025-06-30 Name: Figurenbildstock hl. Johannes Nepomuk GstNr.: 745/1, 746/7 Figurenbildstock hl. Johannes Nepomuk Donnersbach                             |
| ja   | Datei hochladen | Josef Krainer-Volksschule HERIS-ID: 84940 Objekt-ID: 99103                                                        | Donnersbach 24 Standort KG: Donnersbach                        | | BDA-Hist.: Q38184284 Status: § 2a Stand der BDA-Liste: 2025-06-30 Name: Josef Krainer-Volksschule GstNr.: .138 Josef Krainer Volksschule Donnersbach                                                             |
| ja   | Datei hochladen | Pürglitzschanze HERIS-ID: 82517 Objekt-ID: 96346                                                                  | Pürglitz Standort KG: Donnersbach                              | Die Pürglitzschanze, auch Türkenschanze genannt, ist eine ehemalige Feldbefestigung aus der Zeit der Franzosenkriege. Die Pürglitzschanze erstreckt sich über die Katastralgemeinden Donnersbach und Irdning. | BDA-Hist.: Q64764979 Status: Bescheid Stand der BDA-Liste: 2025-06-30 Name: Pürglitzschanze GstNr.: 30 Pürglitzschanze                                                                                           |
| ja   | Datei hochladen | Kath. Pfarrkirche hll. Leonhard und Patrizius mit ehem. Friedhof HERIS-ID: 51009 Objekt-ID: 56553                 | Donnersbachwald Standort KG: Donnersbachwald                   | → Hauptartikel : Pfarrkirche Donnersbachwald f1 | BDA-Hist.: Q38043175 Status: § 2a Stand der BDA-Liste: 2025-06-30 Name: Kath. Pfarrkirche hll. Leonhard und Patrizius mit ehem. Friedhof GstNr.: .29/1 Pfarrkirche Donnersbachwald                               |
| ja   | Datei hochladen | Mörsbachgut HERIS-ID: 30815 Objekt-ID: 27601                                                                      | Donnersbachwald 47 Standort KG: Donnersbachwald                | | BDA-Hist.: Q37937987 Status: Bescheid Stand der BDA-Liste: 2025-06-30 Name: Mörsbachgut GstNr.: .22/1, .22/2 Mörsbachgut Donnersbachwald                                                                         |
| ja   | Datei hochladen | Kirchenruine hl. Ägydius HERIS-ID: 57802 Objekt-ID: 68099                                                         | nördlich Ilgenberg 4 Standort KG: Erlsberg                     | | BDA-Hist.: Q38078654 Status: Bescheid Stand der BDA-Liste: 2025-06-30 Name: Kirchenruine hl. Ägydius GstNr.: 455/1 Kirchenruine St. Ägydius (Donnersbach)                                                        |
| ja   | Datei hochladen | Figurenbildstock hl. Johannes Nepomuk HERIS-ID: 82070 Objekt-ID: 95875                                            | gegenüber Falkenburg Donnersbachstraße 5 Standort KG: Irdning  | | BDA-Hist.: Q38177547 Status: § 2a Stand der BDA-Liste: 2025-06-30 Name: Figurenbildstock hl. Johannes Nepomuk GstNr.: 566/8                                                                                      |
| ja   | Datei hochladen | Kapuzinerkloster und Klosterkirche hl. Joseph HERIS-ID: 51029 Objekt-ID: 56578                                    | Falkenburg Klostergasse 1 Standort KG: Irdning                 | → Hauptartikel : Kapuzinerkloster Irdning f1 | BDA-Hist.: Q1677796 Status: § 2a Stand der BDA-Liste: 2025-06-30 Name: Kapuzinerkloster und Klosterkirche hl. Joseph GstNr.: .130 Kapuzinerkloster Irdning                                                       |
| ja   | Datei hochladen | Pranger, Galgenkapelle, Richtstätte HERIS-ID: 37223 Objekt-ID: 36308                                              | nordöstlich von Schulgasse 255 Standort KG: Irdning            | | BDA-Hist.: Q37974436 Status: Bescheid Stand der BDA-Liste: 2025-06-30 Name: Pranger, Galgenkapelle, Richtstätte GstNr.: 695 Galgenkreuz Irdning                                                                  |
| ja   | Datei hochladen | Kalvarienbergkapelle HERIS-ID: 82065 Objekt-ID: 95870                                                             | Irdning Aignerstraße 201 Standort KG: Irdning                  | | BDA-Hist.: Q38177525 Status: § 2a Stand der BDA-Liste: 2025-06-30 Name: Kalvarienbergkapelle GstNr.: 527/2 Kalvarienbergkapelle Irdning                                                                          |
| ja   | Datei hochladen | Ehem. Bezirksgericht Irdning HERIS-ID: 51535 Objekt-ID: 57208seit 2015                                            | Irdning Aignerstraße 23 Standort KG: Irdning                   | | BDA-Hist.: Q38045805 Status: Bescheid Stand der BDA-Liste: 2025-06-30 Name: Ehem. Bezirksgericht Irdning GstNr.: .365 Bezirksgericht Irdning                                                                     |
| ja   | Datei hochladen | Kath. Pfarr- und Dekanatskirche hll. Petrus und Paulus und ehem. Friedhofsfläche HERIS-ID: 51537 Objekt-ID: 57210 | Irdning Hauptplatz Standort KG: Irdning                        | → Hauptartikel : Pfarrkirche Irdning f1 | BDA-Hist.: Q38045842 Status: § 2a Stand der BDA-Liste: 2025-06-30 Name: Kath. Pfarr- und Dekanatskirche hll. Petrus und Paulus und ehem. Friedhofsfläche GstNr.: .25, 317 Saints Peter and Paul Church (Irdning) |
| ja   | Datei hochladen | Pfarrhof mit Nebentrakt HERIS-ID: 51536 Objekt-ID: 57209                                                          | Irdning Hauptplatz 1 Standort KG: Irdning                      | | BDA-Hist.: Q38045818 Status: § 2a Stand der BDA-Liste: 2025-06-30 Name: Pfarrhof mit Nebentrakt GstNr.: .23/1, .23/2                                                                                             |
| ja   | Datei hochladen | Brunnen mit Figur hl. Johannes Nepomuk HERIS-ID: 82049 Objekt-ID: 95853                                           | neben Irdning Hauptplatz 20 Standort KG: Irdning               | | BDA-Hist.: Q38177503 Status: § 2a Stand der BDA-Liste: 2025-06-30 Name: Brunnen mit Figur hl. Johannes Nepomuk GstNr.: .23/3                                                                                     |
| ja   | Datei hochladen | Mesnerhaus HERIS-ID: 82048 Objekt-ID: 95852                                                                       | Irdning Hauptplatz 57 Standort KG: Irdning                     | | BDA-Hist.: Q38177494 Status: § 2a Stand der BDA-Liste: 2025-06-30 Name: Mesnerhaus GstNr.: .24 |
| ja   | Datei hochladen | Pürglitzschanze HERIS-ID: 82516 Objekt-ID: 96341                                                                  | Standort KG: Irdning                                           | Die Pürglitzschanze erstreckt sich über die Katastralgemeinden Donnersbach und Irdning. | BDA-Hist.: Q24286779 Status: Bescheid Stand der BDA-Liste: 2025-06-30 Name: Pürglitzschanze GstNr.: 56/2 Pürglitzschanze                                                                                         |
| ja   | Datei hochladen | Ortskapelle HERIS-ID: 82081 Objekt-ID: 95886                                                                      | bei Raumberg 20 Standort KG: Raumberg                          | | BDA-Hist.: Q38177586 Status: § 2a Stand der BDA-Liste: 2025-06-30 Name: Ortskapelle GstNr.: .38 Chapel Raumberg                                                                                                  |

## Ehemalige Denkmäler
| Foto |                 | Denkmal                                                | Standort                                     | Beschreibung | Metadaten |
| ---- | --------------- | ------------------------------------------------------ | -------------------------------------------- | ------------ | --- |
| BW   | Datei hochladen | Rauchstubenhaus und Salzkasten, Moar zu Ridla bis 2010 | Donnersbachwald Standort KG: Donnersbachwald |              | BDA-Hist.: Q125350957 Status: Bescheid Stand der BDA-Liste: 2010-06-22 Name: Rauchstubenhaus und Salzkasten, Moar zu Ridla GstNr.: .98/1, .98/2 |